# ليفربول موسم 2020–21
كان موسم 2020–21 هو الموسم الـ129 لنادي ليفربول لكرة القدم منذ تأسيسه والموسم 59 على التوالي للنادي في دوري الدرجة الأولى لكرة القدم الإنجليزية. بالإضافة إلى الدوري المحلي، شارك النادي في نسخ هذا الموسم من كأس الاتحاد و‌كأس الرابطة و‌درع الاتحاد و‌دوري أبطال أوروبا.